# Саймон и программа Homo sapiens
«Саймон и программа Homo sapiens» (англ. Simon vs. the Homo Sapiens Agenda, 2015) — дебютный роман американской писательницы Бекки Алберталли. История о гей-подростке Саймоне Спире, который был вынужден совершить каминг-аут после того, как его стал шантажировать одноклассник, обнаруживший электронные письма Саймона, предназначенные для другого парня.

## Сюжет
Саймон Спир — скрывающий свою ориентацию шестнадцатилетний гей, учащийся старшей школы. Никто не знает, что он общается под никнеймом «Жак» с парнем, который называет себя «Блю». Однако, когда они становятся ближе, школьный «клоун» Мартин узнаёт о тайне Саймона и начинает его шантажировать. Чтобы сохранить секрет, Саймон должен свести Мартина и Эбби вместе. Тогда Саймон вынужден найти способ выйти из своей зоны комфорта и не потерять Блю.

## Персонажи
- Саймон Спир: Главный герой, шестнадцатилетний гей подросток, который скрывает свою ориентацию и находится в онлайн-отношениях с парнем по имени «Блю». Он переписывается под псевдонимом «Жак», что является отсылкой к фразе "Jacques a dit, ", используемой во французской версии игры Саймон говорит. Он любит Oreo и песни Эллиотта Смита, увлекается музыкальным театром и участвует в школьных постановках, хотя и получает небольшие роли. В мюзикле Оливер! играет одного из мальчиков Фейгена.
- Блю: Bluegreen118. Парень, который переписывался с Саймоном по электронной почте 5 месяцев. Саймон познакомился с Блю на школьном аналоге Tumblr «Криксекрет». Блю оставил там сообщение о том, как трудно быть геем. Он еврей, его отец учитель английского, мать эпидемиолог. Он отлично знает грамматику и пишет без единой ошибки. Сначала Саймон думает, что Блю это Кэл, но после нескольких витиеватых вопросов получает ответ «нет». В конце книги Саймон узнаёт, что под псевдонимом Блю скрывался Брэм Гринфилд, тихий подросток, который обедает за столом вместе с Саймоном. Он играет в футбол и очень умён. Ранее Саймон считал, что Брэм любит Лию.
- Ник Иснер: Лучший друг Саймона. Саймон знаком с ним с четырёх лет. Ник талантливый певец и гитарист, влюблён в Эбби. Он еврей и играет в футбол. Становится парнем Эбби в конце книги.
- Леа Бёрк: Лучшая подруга Саймона. Стесняется своей внешности, несмотря на заверения Саймона, что она нормально выглядит. Саймон считает, что она влюблена в Ника.
- Эбби Суссо: Вторая лучшая подруга Саймона, переехала из Вашингтона. Мартин хочет, чтобы она стала его девушкой. В конце книги начинает встречаться с Ником.
- Мартин Эддисон: Школьный «клоун». Играет Фейгина в школьном театре. Он показан как всезнайка, интересный и весёлый, а Саймон называет его неким талисманом. Тем не менее, его тёмная сторона раскрывается, когда он начинает шантажировать Саймона из-за того, что он гей. Неизвестно, прощает ли Саймон Мартина.
- Кэл Прайс: Одноклассник Саймона. Постановщик в школьном театре. Саймон был влюблён в него. Изначально Саймон полагал, что он общался с Кэлом под именем Блю. Кэл оказывается бисексуалом и испытывает симпатию к Саймону.
- Нора Спир: Младшая сестра Саймона. Учится игре на гитаре и играет в музыкальной группе «Эмоджи» вместе с Леа, Тейлором и Анной.
- Элис Спир: Старшая сестра Саймона. У неё есть тайный парень Тео, о котором она рассказывает семье только после, как Саймон подбадривает её к этому.
- Джек Спир: Отец Саймона. Он пытается быть «крутым и хипстерским» отцом, часто рассказывает анекдоты про геев, чем вызывает дискомфорт у Саймона. Он также одержим жизнью Саймона, что мешало Саймону признаться ему и своей маме в своей ориентации.
- Эмили Спир: Мать Саймона. Она детский психолог и очень интересуется жизнью Саймона, чем его раздражает.
- Тэйлор Мэттернич: Одноклассница Саймона. Играет главную роль в школьном мюзикле. Тэйлор часто хвастается своими талантами и внешностью, что также раздражает Саймона и его друзей. Она поёт в группе «Эмоджи».
- Миссис Олбрайт: Учитель театрального кружка школы Криквуд. Она была в ужасе от издевательств над Саймоном и пыталась их остановить.
- Гаррет Лафлин: Одноклассник Саймона. Футболист, который сидит за обеденным столом Саймона, лучший друг Брэма и влюблён в Лию.
- Анна: Бывшая девушка Саймона. Басист в «Эмоджи».
- Морган: Лучшая подруга Анны. Саймон думает, что они взаимозаменяемые. Клавишница в «Эмоджи».
- Питер: Встречает Саймона в баре, называет его милым. Старше Саймона на 4 года и велит ему: «оставаться семнадцатилетним пока можно».
- Мэдди: Девушка из студенческого совета.
- Мистер Уайз: Учитель английского Саймона.
- Тео: Парень Элис.
- Картер Эддисон: брат-гей Мартина Эддисона.

## Сиквел
Леа стала главным персонажем сиквела под названием Leah on the Offbeat, который вышел 24 апреля 2018.

## Награды и номинации
- Лауреат William C. Morris «Лучшая дебютная книга в жанре YA»
- Лауреат Milwaukee County Teen Book Awards 2016
- Лауреат Deutscher Jugendliteraturpreis 2017
- Номинант National Book Award
- Номинант Young Readers' Choice Awards 2017
- Номинант Lincoln Award 2017
- Номинант Goodreads Choice Awards

## Экранизация
В 2018 году по мотивам книги был снят фильм «С любовью, Саймон» с Ником Робинсоном в главной роли. В США фильм вышел 16 марта 2018.
Режиссёром фильма выступил Грег Берланти — открытый гей, сценарист и кинопродюсер.
В мировом прокате фильм собрал 66,3 миллионов долларов, бюджет составил 17 миллионов долларов.